# William Pinckney
William Pinckney war ein US-amerikanischer Politiker. Zwischen 1820 und 1822 war er Vizegouverneur des Bundesstaates South Carolina.
Die Quellenlage über William Pinckney ist sehr schlecht. Bei Find a Grave wird ein William Coatsworth Pinckney erwähnt, der zwischen 1768 und 1830 lebte und im Colleton County in South Carolina beigesetzt wurde. Es wird aber nicht deutlich, ob es sich hierbei um den Vizegouverneur William Pinckney handelte. Auch über eine Verwandtschaft mit der bekannten Familie Pinckney, der unter anderem Charles Pinckney angehörte, gibt es keine Hinweise, wenngleich eine solche familiäre Bande nicht auszuschließen ist.
Gesichert ist über William Pinckney nur, dass er zumindest zeitweise in South Carolina lebte und Mitglied der Demokratisch-Republikanischen Partei war. Im Jahr 1820 wurde er von der South Carolina General Assembly an der Seite von Thomas Bennett zum Vizegouverneur seines Staates gewählt. Dieses Amt bekleidete er zwischen dem 7. Dezember 1820 und dem 7. Dezember 1822. Dabei war er Stellvertreter des Gouverneurs und Vorsitzender des Staatssenats. Nach seiner Zeit als Vizegouverneur verliert sich seine Spur wieder.